# Zbigniew Rymarz
Zbigniew Wiktor Rymarz (ur. 28 lipca 1927 w Łukowie) – polski pianista, kompozytor, aranżer, akompaniator, pedagog, dokumentalista i reżyser; znawca muzyki filmowej, filmu (głównie przedwojennego kina) oraz teatru i polskiego kabaretu.

## Życiorys
Jego ojciec był wojskowym. Mieszkał wraz z rodzicami w Łukowie, a następnie w Białymstoku (1929–1935), Boernerowie (1935–1936, dziś Warszawa-Bemowo) i Płońsku (1936–1938). W sierpniu 1938 r. zamieszkał w Warszawie, przy ulicy Targowej 63, gdzie przebywał do października 1943 r. Do końca wojny mieszkał wraz z rodziną w Tyczynie koło Rzeszowa, gdzie był łącznikiem Armii Krajowej.
Po wojnie osiedlił się w Poznaniu, gdzie krótko uczęszczał do Akademii Muzycznej w Poznaniu, w klasie prof. Zygmunta Sitowskiego, u którego kontynuował prywatnie naukę gry na fortepianie. Studiował także stomatologię i polonistykę na Uniwersytecie Poznańskim, których nie ukończył. Sezonowo związany był z Teatrem „Komedia Muzyczna”, Teatrem Polskim oraz Studium Dramatycznym w Poznaniu. W 1951 r. powrócił do Warszawy, gdzie współpracował jako pianista z teatrami: Powszechnym, Kleks, Ludowym, Ateneum i Dramatycznym. W latach 1962–1963 był asystentem Ludwika Sempolińskiego na warszawskiej PWST.
Debiut muzyczny Zbigniewa Rymarza miał miejsce 31 stycznia 1948 roku w poznańskim Teatrze „Komedia Muzyczna”, gdzie akompaniował w przedstawieniu Jaś u raju bram Benatzky’ego. W 1958 r. założył telewizyjny Teatrzyk piosenki dla dzieci „Wiolinek”, który prowadził przez dziesięć lat. Jako kompozytor i pianista współpracował z polskimi gwiazdami estrady, m.in. Grażyną Brodzińską, Heleną Grossówną, Martą Mirską, Jaremą Stępowskim, Lidią Wysocką oraz ze scenami studenckimi, teatrami w Polsce, a także z londyńskim Polskim Ośrodkiem Społeczno-Kulturalnym.
Był reżyserem i autorem muzyki do kilkudziesięciu przedstawień i spektakli teatralnych. Miał epizod aktorski w serialu filmowym Wojna domowa, gdzie w trzynastym odcinku wystąpił jako pianista akompaniujący Basi oraz w drugiej serii serialu Dom, akompaniując Halinie Rowickiej i iluzjoniście. Cały czas aktywnie uczestniczył w życiu kulturalnym, występując w spektaklach muzycznych poświęconych twórczości Mariana Hemara, Włady Majewskiej, Renaty Bogdańskiej i artystom estradowym oraz filmowym dwudziestolecia międzywojennego.
25 września 2017 r. w Instytucie Teatralnym im. Zbigniewa Raszewskiego w Warszawie odbył się jubileusz 90-lecia urodzin i 70-lecia pracy twórczej, powtórzony 10 grudnia 2017 r. w londyńskim Ognisku Polskim.
Jest znawcą twórczości artystów estradowych i filmowych; posiada archiwum tematyczne. Mieszka w Warszawie.

## Nagrody i odznaczenia
- 1948: Medal Wojska (Ministerstwo Obrony Narodowej, Londyn) – wręczony w 1990 r.
- 1969: Odznaka Przyjaciela Dziecka (Towarzystwo Przyjaciół Dzieci, legitymacja nr 37/69)
- 1977: Srebrna Odznaka Honorowa „Za zasługi dla Warszawy” (Rada Narodowa m. st. Warszawy, legitymacja nr 5794)
- 1985: Krzyż Armii Krajowej (legitymacja nr 33324)
- 1995: Odznaka „Weteran Walk o Wolność i Niepodległość Ojczyzny” (Urząd do Spraw Kombatantów i Osób Represjonowanych)
- 2003: Odznaka „Za Zasługi dla ZKRPiBWP” (legitymacja nr 30443)
- 2004: Honorowe wyróżnienie „Złoty Liść” za wieloletnie popularyzowanie polskiej piosenki retro, upowszechnianie historii polskiego kabaretu okresu międzywojennego, kształcenie młodych artystów i stylową oprawę muzyczną widowisk oraz recitali na I Ogólnopolskim Festiwalu Piosenki Retro w Krakowie
- 2004: Odznaka „Zasłużony Działacz Kultury” (Minister Kultury Rzeczypospolitej Polskiej, legitymacja nr 788)
- 2007: Złoty Medal „Zasłużony Kulturze Gloria Artis” (Minister Kultury i Dziedzictwa Narodowego RP, legitymacja nr 311)
- 2007: Medal Stowarzyszenia Autorów ZAiKS[9]
- 2008: Krzyż Oficerski Orderu Odrodzenia Polski (Prezydent RP, legitymacja nr 129-2008-11)[10][5]
- 2013: Medal Zasłużony dla Warszawy (Rada Miasta Stołecznego Warszawy, legitymacja nr 1836)
- 2016: Medal „Pro Patria” (Szef Urzędu do Spraw Kombatantów i Osób Represjonowanych", legitymacja nr 5560/16)
- 2025: Odznaka Honorowa „Zasłużony dla Mazowsza” (Sejmik Województwa Mazowieckiego)[11][12]